# Járai Zsigmond
Járai Zsigmond (Biharkeresztes, 1951. december 29. –) magyar közgazdász, bankvezető, a rendszerváltás utáni, függetlenné vált Magyar Nemzeti Bank harmadik elnöke (utóbbi posztjából eredően a Nemzetközi Valutaalap magyar kormányzója is volt).
1988-ban a Tőzsdetanács, az újraalakuló Budapesti Értéktőzsde vezető testülete első elnöke. MNB-elnöksége idején lett teljes a magyar tőkepiacok liberalizációja, ekkor vezette be a jegybank az inflációs célkövetés rendszerét és ekkor szélesítették ki a forint lebegtetési sávját, a korábbinál jóval nagyobb teret engedve az árfolyammozgásoknak (de kevesebbet, mint más közép-európai országokban).
2007-től az akkor alakult CIG Közép-európai Biztosító Zrt. felügyelőbizottságának elnöke (egyben a cég egyik tulajdonosa is). 2010 áprilisától a MOL Nyrt. igazgatósági tagja.

## Pályafutása
1971 és 1976 között végezte el a Marx Károly Közgazdaságtudományi Egyetemet (ma Budapesti Corvinus Egyetem). 1976 és 1987 között az Állami Fejlesztési Banknál dolgozott különböző beosztásokban (villamosenergia-ipari beruházási előadó, pénzügyi revizor, a közgazdasági főosztály főelőadója, közgazdasági és értékpapír osztály vezetője). Eközben 1977 és 1979 között közgazdasági szakértő volt Mongóliában.
Kapcsolata az újra kétszintűvé váló bankrendszerrel korán kezdődött: 1987-ben a Budapest Bank értékpapír irodájának vezetője lett. Ezt a posztot a következő évig töltötte be, amikor vezérigazgató-helyettes lett.
1989-ben pénzügyminiszter-helyettessé nevezték ki, ebben a minőségében az Állami Bankfelügyelet (szintén egy nemrégen alakult intézmény) igazgatója volt. 1990 és 1995 között a James Capel & Co., majd a Samuel Montagu & Co külföldi befektetőcégeknél dolgozott (két évig Londonban, majd Budapesten). 1995 és 1998 közt a Magyar Hitel Bank, később az MHB-t felvásárló ABN AMRO Magyar Bank vezérigazgatója volt.
1996 júniusától 1998 szeptemberéig a Budapesti Értéktőzsde elnöke.
1998-tól 2000. december 31-éig pénzügyminiszter volt az Orbán Viktor vezette kormányban.
2001. március 1-jétől 2007-ig a Magyar Nemzeti Bank elnöke volt.
2007-től a CIG Közép-európai Biztosító Zrt. (neve 2010. január 1-jétől CIG Pannónia Életbiztosító Zrt) felügyelő bizottságának elnöke.
2011-től a Költségvetési Tanács elnöke, erről 2012. január 10-én lemondott.

### Pénzügyminiszteri pályafutása
Pénzügyminiszterségéhez kapcsolódik az első (és eddig utolsó) kétéves állami költségvetés elfogadása. Pénzügyminiszteri munkájának első két évében az Orbán Viktor vezette kormány szigorító költségvetési politikát folytatott és a csökkenő GDP-arányos államháztartási hiány ennek következtében 2001-re megközelítette az euró bevezetése feltételének számító legfeljebb három százalékos mértéket. A fiskális politikát ugyanakkor az a kritika érte, hogy alultervezte az inflációt, ebből a költségvetési törvényhez képest többlet állami bevételek keletkeztek és emiatt – meg a kétéves tervezési ciklus és az autópálya-kiadások költségvetésen kívül helyezése miatt – csökkent a költségvetés átláthatósága. Pénzügyminiszteri megbízatásának vége felé a kormány 2007–2008 környékére tette az euró magyarországi bevezetését.

### MNB-elnöki pályafutása
Járai Zsigmond elnökségének kezdetén alapvető változásokon ment keresztül a magyar monetáris politika jogi és szervezeti keretrendszere.

#### Konvertibilis forint, inflációs célkövetés
Teljessé vált a magyar tőkepiacok liberalizációja, azaz a külföldi befektetők már a rövidlejáratú forinteszközöket is megvásárolhatták és ezzel teljesen konvertibilissé vált a forint. A piacnyitás a forint árfolyamrendszerének rugalmasabbá változtatásával kezdődött: a kormánnyal egyetértésében az MNB 2001. május 4-étől a forintárfolyam középparitás körüli ingadozási sávját +/–2,25%-ról +/–15%-ra szélesítette. 
2001 júniusában új jegybanktörvény is született, ami gyakorlatilag megteremtette az Európai Unió normái szerinti jegybanki függetlenséget. A törvény szerint az MNB elsődleges célja az árstabilitás elérése és a kormány gazdaságpolitikáját csak akkor segítheti, ha az elsődleges célt nem veszélyezteti. 2001. június 12-én megteremtették az inflációs célkövetés rendszerét , akkor még évente kitűzött, kétéves távlatra vonatkozó célsávokkal. Az MNB kamatairól ettől kezdve rendszeresen összeülő, ekkor kilenctagú Monetáris Tanács döntött – amelynek az MNB elnökén és négy alelnökén kívül négy külső tagja volt –, döntéseit a korábbinál átláthatóbb kommunikációval indokolva. 2001 őszén megszűnt a csúszó leértékelés rendszere.
Mindezen liberalizációs lépésekkel a közép-európai jegybankok közt a magyar központi bank az élvonalba került, a forint ekkor bevezetett 30%-os árfolyamsávja azonban kötöttebb rendszert jelentett, mint amilyent például Lengyelországban alkalmaztak és ebből később (2003-ban) problémák is adódtak.

#### Nyíltabbárfolyamrendszer
Kiszélesítették a forint lebegtetési sávját – a középparitás körüli 2,25 százalékpontról 15 százalékpontra –, ezáltal létrejött az Európai Árfolyam Mechanizmuséhoz (ERM-2, az euróbevezetés előszobája) hasonló lebegési sáv, amely nagyobb teret engedett a forint mozgásának – így az infláció mérséklésére alkalmas erősödésnek – és 2001-ben az euróbevezetéshez vezető lépésnek látszott.
Az előző évben Surányi György jegybankelnök is javasolta az árfolyamrendszer módosítását, mert a szűk sáv már akadályozta a 10%-on beragadt infláció csökkentését, de ezt pénzügyminiszterként Járai akkor még korainak tartotta. Évekkel később maga Járai is elismerte, hogy jobb lett volna a 30% széles sáv helyett a forintnak teljesen szabad mozgást engedő szabad lebegtetés rendszerére áttérni. Az események azonban csak 2003-ban mutatták ezt meg, amikor a spekuláció a sáv legerősebb pontjára nyomta a forintot, az inflációs cél teljesítése mégis nehézségekbe ütközött, mondta Járai: 2001-ben még az euró 2007-es bevezetésére készültek és senki sem számított rá, hogy a következő, MSZP-SZDSZ kormány hatalmasra duzzasztja az államháztartási hiányt és ezzel jelentős inflációs nyomást okoz.
A 30%-os sáv a költségvetési problémák megjelenése előtt a korábbinál lényegesen nagyobb mozgásteret adott a forintnak és mindjárt a bevezetést követő hónapokban a forint jelentősen erősödött. Medgyessy Péter, az MSZP miniszterelnökjelöltje emiatt már a 2002-es választások kampányában nekitámadt az MNB-nek, a gyenge forint politikáját hirdetve meg, mondván hogy az jobb a magyar exportőröknek (holott a jegybanki függetlenség ekkor már nem engedett beleszólást a monetáris politikába a politikusoknak).

#### A forinterősítő spekuláció
Az új kormány első évében az államháztartás hiánya EU-mércével megdöbbentő, GDP-arányosan csaknem 10%-os magasságba szökött fel, a nemzetközi piacokon azonban olyan nagy volt a pénzbőség, hogy emiatt nem kezdődött meg a forinteszközök eladása, sőt az EU bővítése elől az utolsó akadályt elgördítő ír népszavazás (2002 ősze) után jelentős vásárlás indult, a forint esetében nagyrészt nem az eurókonvergenciára számítva, hanem spekulációs céllal.
A forintot erősítő spekulációt 2002 végén és 2003 elején az okozta, hogy az MNB inflációs célja a nagy államháztartási hiány miatt jól látható ellentétbe került a forintsáv erős széle jelentette árfolyamcéllal. Ezt úgy lehetett volna megoldani, hogy a forintsávot eltolják az erősebb irányba. Egyes befektetők emiatt opciós ügyleteket kötöttek a sáv szélénél erősebb forintra, amin mindenképpen nyertek, mások pedig a sáv eltolására számítva – és nem felismerve, hogy a gyenge forintot pártoló kormány nem fog belemenni a sáveltolásba – januárban euró milliárdokat költöttek forintvásárlásra a sáv szélén. Az MNB, miután kormányközeli közgazdászok az előző hónapokban azért bírálták, mert nem csökkenti elég gyorsan kamatait, ekkor nagy kamatcsökkentésekre kényszerült. A sáv eltolására a spekulációs hullám azonban nem volt kényszerítő erejű, mert a bank akármennyi euró felvásárlására elegendő forintot tudott teremteni. Így sikeresen védhette ki a spekulatív támadást, sőt piaci műveleteivel és az un. kamatfolyosó szűkítésével végül arra kényszerítette a spekulánsokat, hogy veszteséggel vásárolják vissza eurómilliárdjaikat az MNB-től.

#### A sáveltolás
Májusban az MNB bejelentette, hogy befejezte a korábban vásárolt euróösszegek piaci eladását. Ez megszüntette a forint árfolyamának korábbi támaszát. A magyar fizetőeszköz azonban csak akkor indult azonnali zuhanásnak, amikor 2003. június 4-én László Csaba pénzügyminiszter és Járai közösen bejelentették a forint ingadozási sávjának 2,26%-os leértékelését. Ekkor már sok befektető aggódott a magyar államháztartás helyzete miatt, a sáveltolást pedig – amelyet a kormány az exportőrök támogatásával indokolt – egyöntetűen olyan értelmetlen és elhibázott lépésnek tartották, amely az egész magyar gazdaságpolitika hitelét tette tönkre, megkérdőjelezve, hogy tudatában vannak-e a döntéshozók a helyzet súlyosságának, illetve a megoldásnak. A Monetáris Tanács a kormány erős nyomása alatt döntött a lépés támogatása mellett, „a miniszterelnök behúzott a csőbe” – mondta évekkel később Járai, hozzátéve hogy a kormány a költségvetés rendbehozását ígérte cserébe, de ezzel akkor is és később is becsapta a jegybankot.

#### A forint elleni spekuláció
A sáveltolás után ellenkezőjébe fordult a pénzpiaci spekuláció iránya és a befektetők a forint jelentős gyengülésére fogadtak. Az azonnali eladási hullámot az MNB-nek kamatai jelentős emelésével kellett ellensúlyoznia és ez még egyszer megismétlődött az év végén, amikor még nagyobb eladási hullám következett a magyar gazdaságpolitikából való kiábrándulás és a nemzetközi befektetői környezet romlása miatt. Sikertelennek bizonyult a pénzügyminisztériumnak és a jegybanknak az a kommunikációs taktikája, hogy a forint számára visszatérően az euró elleni 250 és 260 közti szintet nevezték kívánatosnak – e szűk sáv szélei még jobban vonzották a spekulációt, mint korábban a hivatalos 30%-os sáv széle. Kiderült, hogy nem lehet a teljes befektetői bizalomvesztést kommunikációval elkerülni: az árát a küszöbön álló EU-csatlakozás ellenére az országnak meg kellett fizetnie, az MNB-nél elhelyezett összegek és az állampapírok jóval magasabb kamataiban.
A következő években a kormány újabb és újabb ígéreteket tett az államháztartás rendbehozására és politikai támadásnak értékelte, amikor az MNB közgazdász stábja elkezdte publikálni saját becsléseit az államháztartási hiány mértékére. Ezek rendre jelentősen a kormány előrejelzései felett voltak – és rendre igaznak bizonyultak. A helyzet őszinte bevallása és az inflációs célkövetés következetes alkalmazása a kamatpolitikában lassan helyreállította a monetáris politika hitelét, miközben a kormányzat hitele nem javult. Járai ugyanakkor állandó politikai támadások kereszttüzében maradt: a jegybanknak az állami költségvetést érő bírálatait – amelyeket Járai időnként keresetlen nyelvezettel adott elő – az elnök politikusi múltjára hivatkozva politikai támadásoknak minősítve szerelték le, az elnököt ugyanakkor visszatérően azzal vádolták: fékezi a jegybanki kamatcsökkentéseket, hogy ezzel is a kormánykoalíciónak ártson.

#### A Monetáris Tanács kibővítése
Miután 2004 őszén a kormányzó MSZP és SZDSZ eltávolította székéből Medgyessy Pétert és a korábban az ellenzék „árnyékhatalmáról” cikket író Gyurcsány Ferenc lett a miniszterelnök, szocialista és szabaddemokrata politikusok a jegybanktörvény jelentős módosítására tettek javaslatot, azzal az indoklással, hogy növekedjék a gazdaság különböző területeinek képviselete a Monetáris Tanácsban. A javaslatot számos bírálat érte az Európai Központi Bank és az Európai Bizottság részéről, mint a jegybanki függetlenség csorbítására tett kísérletet. A javaslat ráadásul egybeesett Finn E. Kydland és Edward Prescott közgazdasági Nobel-díjjal való megjutalmazásával, akik pont azért kapták az elismerést, mert azt kutatták, miként válhat a jegybankok képviselte inflációellenes harc a hibás gazdaságpolitikák áldozatává.
Végül a törvényjavaslatot számos ponton módosították és a kormánytöbbség keresztülvitte, hogy 2005 tavaszán a miniszterelnök négy általa javasolt taggal 13 tagúra bővítette az MNB kamatmeghatározó Monetáris Tanácsát. (Ekkor került a törvénybe az a szabály is, hogy a Tanács tagjai, köztük Járai, megbízatásuk lejárta után nem jelölhetők újra.) Az ezt követő években gyakran jelentkezett és időnként nyíltan is megjelent a feszültség egyfelől Járai és az általában vele szavazó belső tagok, másfelől az újonnan kinevezettek között.

#### Árstabilitás
A célkövetés rendszere első két évében sikerrel szorította lejjebb az inflációt a 10%-os szintről, később azonban ez a folyamat a kormányzati intézkedések következtében megtorpant. A következetes kamatpolitika, a forintnak a spekulációs támadásokat követő stabilizálása, illetve nagymértékben a 2006 elején végrehajtott áfacsökkentés következtében 2006 tavaszára az infláció egy százalék közelébe süllyedt (bár világos volt, hogy ez az alacsony szint nem lesz tartható).
Már korábban, először 2007-re az MNB és kormány középtávú árstabilitási célt jelölt ki, amit három százalékban határoztak meg. A kormányzati adó- és árintézkedések 2007-ben jelentősen e szint fölé emelték az inflációt és az inflációcélzó rendszer 2008-ban és 2009-ben, Járai elnöksége után sem érte el az árstabilitási célt.

#### Utódlása az MNB-nél
Hatéves hivatala 2007. március 2-án lejárt, a magyar jegybanktörvény 2004 végén elfogadott módosítása alapján nem volt újrajelölhető a posztra.
Gyurcsány Ferenc miniszterelnök javaslatára Sólyom László köztársasági elnök Simor Andrást nevezte ki Járai utódjának, aki annak idején a Budapesti Értéktőzsde élén is Járai utódja volt.

### Bridzs
2020 márciusától 2022 júniusáig a Magyar Bridzs Szövetség elnöke volt.

## Díjai, elismerései
- Az év menedzsere (1997)
- Biharkeresztes díszpolgára (2001)
- A 2006. év európai jegybankára, The Banker magazin
- Magyar Örökség díj (2007)
- A Magyar Érdemrend nagykeresztje (2016)

## Könyvei
- Cseresznyák Istvánné–Kismarty Lorándné–Járai Zsigmond: A fejlesztések finanszírozása; Saldo, Bp., 1986 (Szabályozórendszer)
- Cseresznyák Istvánné–Kismarty Lorándné–Járai Zsigmond: Bankrendszerünk változásai. A kétszintű bankrendszer kialakítása; Saldo, Bp., 1987 (Szabályozórendszer)
- A pénz beszél. Harminc év a pénzügyek szolgálatában; Heti Válasz, Bp., 2007 ISBN 978-963-06-3173-0
- Járai Zsigmond–Fodor István–Parragh László: Túl az idők jelein. A magyar gazdaság útja a rendszerváltástól napjainkig; Éghajlat, Bp., 2008 (Manréza-füzetek)